# Писарі Стародавнього Єгипту

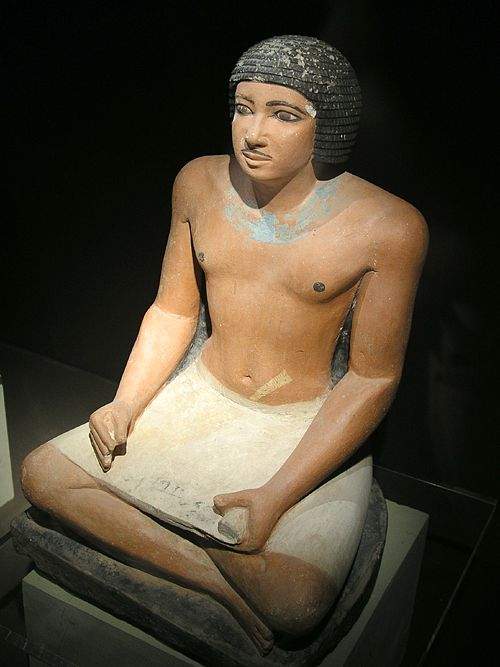
Статуя сидячого єгипетського писаря, який тримає папірус на колінах. Знайдена в західному кладовищі вГизі (V династия Египта)

Писарі Стародавнього Єгипту — чиновник середнього рівня, що були спеціально навчені мистецтву письма на мові ієрогліфів, ієратичного і, починаючи з 2-ї пол. I тис. до н. е., демотичного письма, а також арифметиці. Були як адміністратори, бухгалтери, письменники. Становили основу адміністративного апарату фараону.

## Діяльність
Писарями майже завжди були чоловіки, що належали до частини суспільства, яку дослідники умовно називають заможним середнім класом Стародавнього Єгипту. Використовували письмові прилади: чашку для води та шкіряний мішечок для зберігання пляшки з водою, дерев'яну дощечку із заглибленнями для фарби з сажі й вохри, очеретяну паличку для письма, сувій з папірусу, скребок для папірусу, печатку для запечатування папірусу. Майже весь текст писали чорною фарбою. Червону фарбу використовували для позначення пунктуації і виділення окремих сенсових фраз. На голові мали пір'я.
Основою їх діяльності була бюрократія при дворі фараонів, ведення справ в армії і храмах. Писарі становили інтелектуальну еліту, керуючу адміністративної та економічної діяльністю країни. Робота писарів-переписувачів передавалася у спадщину: сини виховувалися з розрахунком на те, що після кількох років навчання в школах займуть місце батька.

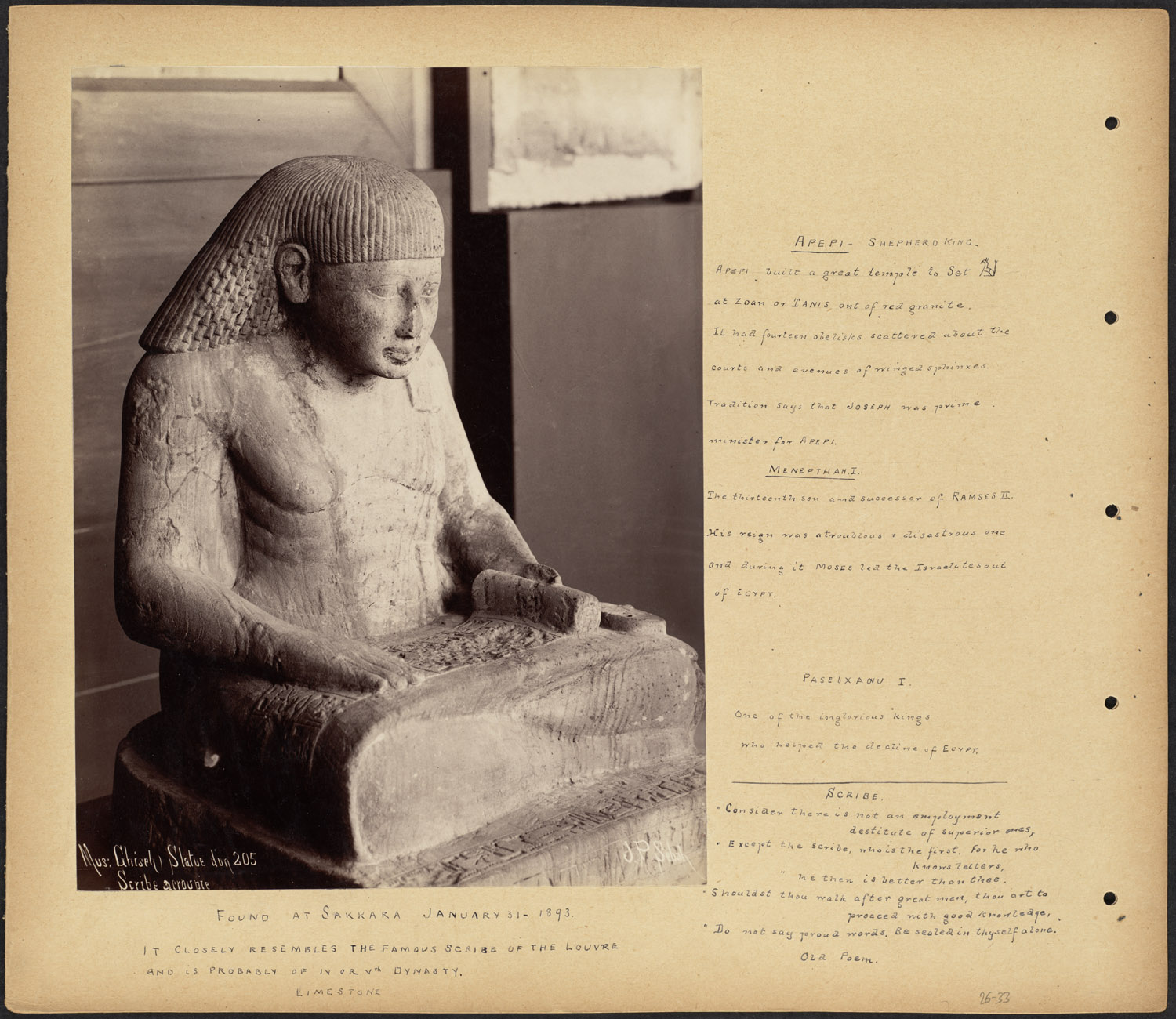
Писар. Нове царство

Будучи одночасно і бібліотекарями, вони зберігали літературні пам'ятники свого народу. У Стародавньому Єгипті посаду писаря і хранителя бібліотеки була державною і передавалася у спадщину, так як її міг зайняти тільки той, хто мав «вищими знаннями». Хранитель бібліотеки фараона також був вихователем спадкоємця єгипетського престолу. Існувала навіть окрема богиня — Сешат, відповідна професії переписувачів. Згодом покровителем писарів вважався бог Тот (зображувався у вигляді птаха білого або чорного ібіса або бабуїна, носив прізвисько «володар часу»), оскільки вважався винахідником писемності.
Велика частина інформації стосовно Стародавнього Єгипту доступна завдяки роботі писарів-переписувачів: під їх наглядом відбувалося зведення різних монументів; ними ретельно записувалися різні накази і економічні документи; численні історії, що ходили в усному вигляді серед нижчих класів єгипетського суспільства, розповіді іноземців та подорожніх збереглися тому, що були записані, часто випадково. Вже в епоху I династії писарі відтискали на глиняних пробках глечиків свої імена і титули за допомогою циліндричних печаток.
Професія писаря вважалася престижною, вони були частиною двору фараонів і звільнялися від сплати податків та служби у війську. Разом з ремісниками і художниками писарі брали активну участь в оздобленні ієрогліфами усипальниць, будинків, реліквій, статуй, меблів.

## Школа писарів
Школи («будинки навчання письма») виникали при храмах, палацах фараонів та аристократії. При дворі фараона існували школи підготовки чиновників. Потрапити туди було заповітною мрією представників середнього класу. Навчитися грамоти сприяло кар'єрі майбутнього писаря, а також усіх його нащадків.
Молоді люди, які готували себе до управлінської кар'єрі, практикувалися в переписуванні різних ділових паперів і творів, які уславлювали переваги такої кар'єри.
Навчали в них дітей з 5 років. Спочатку школяра вчили читати і правильно й красиво писати, потім — складати ділові папери, дотримуючись відповідного стилю. Учні в школі займалися з раннього ранку до пізнього вечора. Недбайливих жорстоко карали. Щоб домогтися успіхів у навчанні, школярі жертвувати мирськими радощами.
Для освоєння грамоти учневі необхідно було запам'ятати близько 700 ієрогліфів, розрізняти побіжне, спрощене і класичне письмо. Зрештою він повинен був опанувати діловим стилем — для світських потреб — і статутним: для складання релігійних текстів. Багато часу приділялося красномовству, написання гімнів, читання різного роду «настанов», «повчань» і трактатів.
Висміювання різних професій на догоду канцелярською службі було дієвим прийомом виховання майбутніх чиновників. Крім трактатів, що вихваляють чиновні професію, майбутні єгипетські управлінці вправлялися в літературному письменництві. Вони складали фараонам оди, ділові листи і звіти, вітальні послання, догани по службі, скарги, накази, виробляли різні обчислення, наприклад, при постачанні війська або призначення робочих для зведення обеліска. У школярів формувалася своя субкультура, звичаї і традиції, існувало особлива чиновнича дотепність, незрозуміла представникам інших професій.
Особливо шкільні вчителі стежили за моральним обличчям майбутніх писарів. Високе покликання і професія, які вони повинні отримати в майбутньому, зобов'язують юнаків вести гідний спосіб життя. Тренували силу волі: вміти змусити себе не робити того, що тобі найбільше подобається. Майбутні чиновники повинні були досконало знати придворний і службовий ритуал: кому і які знаки вітання надавати, як та в якому тоні розмовляти з особами одного рангу, вищими і нижчими, від кого й через кого приймати письмові доповіді.

## Позначення ієрогліфами
- | M23 | Y3 | — писар фараона
- | R8 | Y3 | R4 · X1 · Q3 | — писар божественних оголошень
- | Y3 | R8 | O6 | X1 · O1 | — храмовий писар
- | Y3 | A1 | M17 | N29 · D21 | Y1 · N35 | D50 | D50 | D50 | I9 | — писар-переписувач
- | Y3 | A1 | — писар
- | Y3 · Y1 | D46 · W24 · Z7 | D51 · D40 | — писар-гравер

## Ієрархія писарів
- писарі царської бібліотеки
- царські писарі
- головний писар верховного суду
- голова писарів скарбниці
- писарі-переписувачі наказів фараонів
- писарі канцелярії фараону
- писарі божественних оголошень
- писарі скарбниці
- писарі архіву
- писарі храмів Амона, Осіріса та інших богів
- писарі кадастрів
- писар очільника війська
- писарі війська
- писарі зовнішньої торгівлі
- писарі великої рогатої худоби
- писарі—податківці

## Відомі писарі
- Птаххотеп (XXIV ст. до н. е.) — писар і чаті при дворі фараона Джедкара Ісесі
- Сенедиєміб Інті (XXIV ст. до н. е.) — при дворі фараона Джедкара Ісесі
- Антеф (XXII ст. до н. е.)
- Неферкара Їмеру (XVII ст. до н. е.) — писар і чаті фараона Себекхотепа IV
- Ахмес (XVII ст. до н. е.) — автор папіруса Ахмеса
- Амененхат (XVII ст. до н. е.) — автор Туринського папіруса
- Усерамон (XV ст. до н. е.) — писар фараона Тутмоса III
- Аменхотеп (XIV ст. до н. е.) — царський писар та жрець Гора.
- Рахотеп (XIII ст. до н. е.) — писар фараона Рамсеса II
- Пентаур (XIII ст. до н. е.) — писар фараона Рамсеса III, автор історичної праці про битву при Кадеші та поеми «Про принца Пентаура, сина фараона».